# Kryspin Nowak
Kryspin Nowak (ur. 24 lipca 1950 w Kościeliskach) – polski samorządowiec i nauczyciel; wiceburmistrz Gorzowa Śląskiego; w latach 1999–2006 wicestarosta oleski; w latach 2010–2011 wicemarszałek województwa opolskiego.

## Życiorys
Uzyskał wykształcenie wyższe. Pracował jako nauczyciel wychowania fizycznego i dyrektor szkół w Gorzowie Śląskim. Po przejściu na emeryturę został szefem został szefem koła Związku Emerytów i Rencistów w Gorzowie Śląskim. 
Zaangażował się w działalność polityczną w Sojuszu Lewicy Demokratycznej. Od 1999 do 2006 sprawował funkcję wicestarosty oleskiego. W 2002 kandydował na burmistrza Gorzowa Śląskiego. Przeszedł do drugiej tury, jednak wycofał się przed jej odbyciem. Zdobył wówczas natomiast mandat w radzie powiatu oleskiego, w 2006 nie wybrano go ponownie. W 2009 objął kierownictwo nad gminnym domem kultury w Gorzowie Śląskim.
W 2010 uzyskał mandat radnego sejmiku opolskiego. 2 grudnia 2010 powołany na stanowisko wicemarszałka województwa opolskiego, odpowiedzialnego za kulturę i edukację. 25 stycznia 2011 został odwołany z tej funkcji w związku z rozpadem koalicji rządzącej. W 2014 bez powodzenia ubiegał się o reelekcję, dodatkowo w 2011 i 2015 bezskutecznie startował do Sejmu z list SLD i Zjednoczonej Lewicy. W 2018 kandydował z ramienia KWW Działamy Lokalnie na burmistrza Gorzowa Śląskiego. Przeszedł do drugiej tury, w której zdobył 41,72% głosów i przegrał z Arturem Tomalą.
W 2012 otrzymał Srebrny Krzyż Zasługi.